# Prao

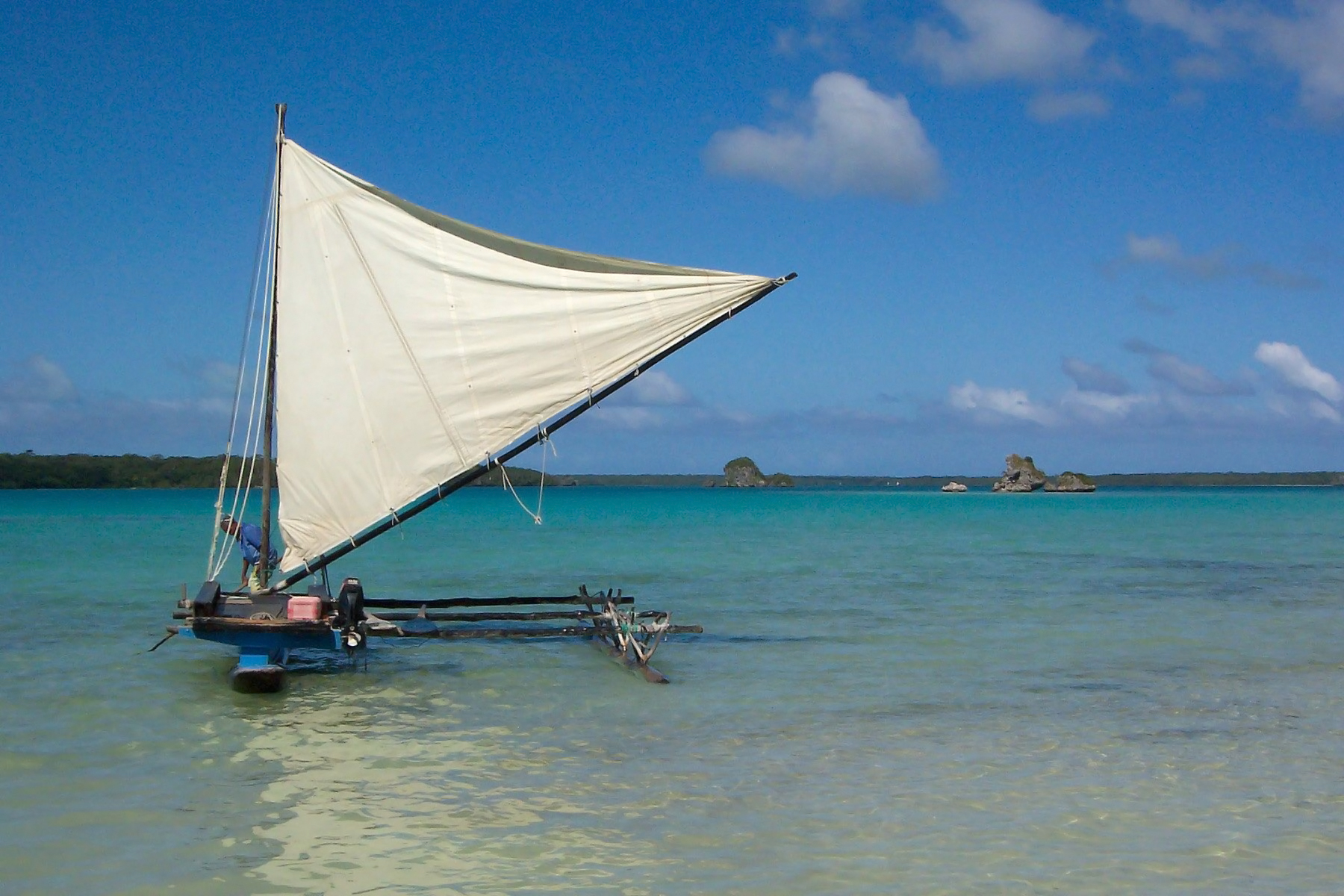
Une pirogue à balancier de Nouvelle-Calédonie disposée en prao, avec sa voile triangulaire austronésienne typique.

Le prao (du malais perahu, « bateau ») est un type de voilier multicoque indonésien, dérivé des pirogues à balancier des îles de la Polynésie. Le nom englobe un nombre important de variantes. Ce type de voilier générique est également connu sous les noms de perahu, prau, prauw ou prow.
Aux Philippines, les termes paraw, parao ou prahu désignent une pirogue à deux balanciers de type trimaran.

## Description
Un prao est un voilier multicoque caractérisé par une configuration asymétrique : une coque principale et un flotteur disposés parallèlement et reliés par des bras de liaisons. Le flotteur est généralement plus petit que la coque principale, mais il peut être aussi long. À la différence des praos modernes, les praos anciens n'ont pas d'appendices (dérives, safrans) fixes ; la carène de la coque principale, étroite et profonde, assure la portance anti-dérive. Pour contrôler la direction, l'équipage se servait de pagaies.

## Configuration et manœuvre
Il existe deux sortes de praos : 

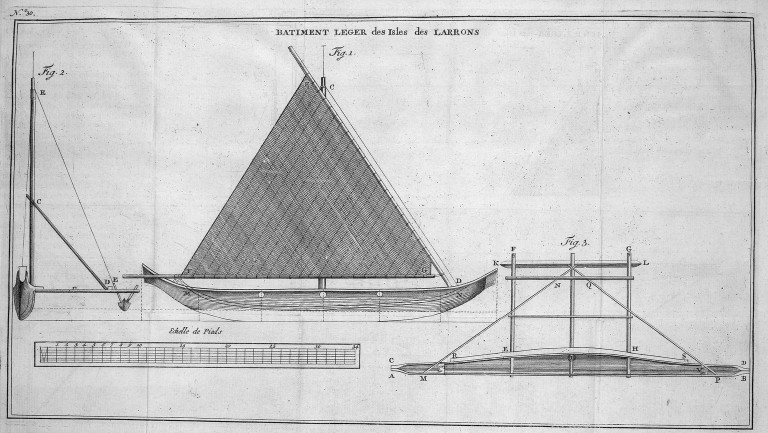
Prao amphidrome des Îles Mariannes décrit dans le voyage de George Anson en 1743.

- le prao « monodrome », qui navigue en ayant son flotteur soit au vent soit sous le vent en fonction de la direction du vent ;
- le prao « amphidrome » qui conserve toujours son flotteur du même côté. Dans ce cas il ne vire pas de bord, mais à chaque changement de sens de marche la proue devient la poupe et réciproquement ; la coque et le flotteur sont symétriques. Les praos amphidromes peuvent encore se classer en deux catégories : 
  - le prao « pacifique » (c'est le type le plus ancien, répandu notamment en Polynésie) qui garde son flotteur au vent. Dans ce cas le flotteur au vent, de longueur généralement plus faible que la coque, peut sortir de l'eau dès l'apparition de la gîte ; le poids placé au vent (le flotteur, le bras de liaison, l'équipage et un lest mobile éventuel) détermine le moment de redressement.
  - le prao « atlantique » qui garde son flotteur sous le vent (exemple : Cheers de Tom Follet dans la Transat anglaise 1968). Ce type de prao se comporte comme un catamaran (deux coques de même longueur), ou comme un trimaran dont on aurait supprimé le flotteur au vent, en s'appuyant sur un grand flotteur sous le vent.

## Avantages et inconvénients
Les avantages sont :
- dans le cas du prao pacifique, une réduction importante des efforts de structure, qui permet de gagner du poids par rapport à un catamaran ou un trimaran,
- de très bonnes performances grâce à sa stabilité transversale (moment de redressement), la réduction de la masse et de la surface mouillée,
- le confort à la mer supérieur à celui d'un cata ou d'un trimaran (les vagues agissent sur une seule coque).

Les inconvénients de ce type de bateau sont :
- la complexité des appendices : les dérives et/ou les safrans doivent fonctionner dans les deux sens et éventuellement être rétractables. Remarque: ceci ne concerne pas les praos anciens.
- les manœuvres sont inhabituelles : le virement de bord est remplacé par un changement de sens de la marche qui demande d'intervenir sur les appendices (s'il y en a) et peut nécessiter un changement de configuration de la voilure,
- la difficulté d'installer une motorisation à poste fixe,
- la complexité générale liée à la dispersion des volumes (coque, bras de liaison, flotteur, nacelle habitable), cependant moins pénalisante que celle d'un catamaran ou d'un trimaran.

## Courses, prototypes, records
Les avantages et les inconvénients du prao en course océanique sont assez bien illustrés par le parcours de quelques mordus de cette formule lors des grandes courses transatlantiques en solitaire ou en équipage. Cependant le prao reste rarement utilisé en course au large.
1968, Ostar 1968 : le prao atlantique (flotteur sous le vent) Cheers, dessiné par l'architecte américain Dick Newick, finit 3e.
1972, Ostar 1972. Joan de Kat s'essaye à cette formule avec un prao de 20 m de long Yo Yang, d'abord équipé de l'inhabituel gréement Dinaël puis d'une variante plus classique. Il se désintégra en pleine course et De Kat ne dut sa survie qu'à un canot gonflable largué par avion.
1972, record de vitesse. Crossbow atteint 23.6 nds
1976-1980, record de vitesse. Crossbow II atteint 31.8 nds en 1976 et 36.0 nds en 1980.
1981, Tour de la Guadeloupe avril : le prao atlantique Funambule de  Guy Delage dessiné par Gilles Ollier se classe 1er
1981, New York - Brest : Funambule termine 2e derrière le catamaran de Marc Pajot.
1981, semaine de vitesse de Brest (octobre). Funambule obtient le meilleur score en classe Open (23.3 nds).
1982, course en équipage La Rochelle - La Nouvelle Orléans. Guy Delage termine troisième avec son Funambule renommé Lestra Sport.
1982, départ de la route du rhum à Saint Malo. Ardent défenseur de la formule du prao, Guy Delage teste avec Rosières la configuration dite "pacifique" (flotteur au vent). Un petit flotteur est placé au bout d'un long bras qui peut être orienté par des cordages. Juste après le départ, le bras se replie et le prao chavire après seulement 98 secondes de course.
1984 - 1985. Delage parvient cependant à intéresser les responsables politiques de la Région Languedoc-Roussillon au financement d'un prao aussi extrême que le précédent. Le prao Montpellier-Languedoc-Roussillon connaît deux démâtages, au mouillage en décembre 1984 et en mer en juin 1985. Le projet est abandonné à la suite d'une décision politique consécutive au changement de majorité du conseil régional de Languedoc-Roussillon.
2007, prototype, voilure type Rotor de Flettner.
2012, Record de vitesse à la voile sur 500 m. L'engin à foils Vestas Sailrocket 2, de type hydroptère, est bien un prao selon le comité de validation de ces records.

### Voile légère
Dans le domaine de la voile légère, surfant sur l'engouement créé par les bateaux de Dick Newick, le chantier italien CONAVER  lancera au début des années 80 un petit prao de 4,20 m, le Proa 42 (Prao se traduit par Proa en italien comme en anglais) qui sera vendu à une petite centaine d'exemplaires.
Bourré de détails ingénieux, notamment au niveau du transport sur un toit de voiture (le petit flotteur s'emboîte façon poupée russe dans le cockpit de la coque principale, les poutres de liaison en bois lamellé-collé se démontent facilement et le mât est en deux parties emboîtées) il n'est pas plus performant qu'un dériveur monocoque de la même longueur comme le 420 ou le Laser et beaucoup moins rapide que le catamaran Hobie cat 14 , mesurant aussi 4,20 m ou 14 pieds. N'étant pas amphidrome, il navigue suivant l'amure, alternativement avec le flotteur auxiliaire côté au vent ou sous le vent, ce qui, dans cette taille de bateau où le déplacement du poids de l'équipage est le facteur d'équilibre prépondérant, n'est pas trop pénalisant.